# Джанфранко де Турріс
Джанфранко де Турріс (італ. Gianfranco de Turris, нар. 19 лютого 1944, Рим) — це журналіст, есеїст, письменник та історик італійської науково-фантастичної літератури.

## Біографія
Джанфранко де Турріс працював заступником головного редактора з питань культури на радіо «Giornale Radio Rai», де він задумав і зрежисував програму «L'Argonaute» (2002—2012) і отримав журналістську премію Сен-Вінсента (2004). Керував журналами та книжковими серіями, відредагував кілька сотень італійських та іноземних творів. Був президентом Толкінівської премії (1980—1992) і отримав численні нагороди в галузі італійської наукової фантастики. Автор близько двадцяти книг і брошур, головний редактор журналу «Antarès».
Крім того, він є одним з головних представників Фонду Юліуса Еволи.